# JR貨物20C形コンテナ
JR貨物20C形コンテナ（20Cがたコンテナ）は、日本貨物鉄道（JR貨物）が配備した、12ftドライコンテナである。

## 概要
- 従来の内容積と比較して、積荷の総重量が軽量になりやすい自動車部品輸送を、更に多くの内容積で輸送する為に新たに配備された。
- 従来のコンテナよりも高さが100mmも高く、車両限界の関係からコキ50000系貨車積載禁止となっていたが、特認区間に限りコキ50000系に積載されることがあった。

## 構造
- 両側側面開きで、高さ2,600mmと従来のコンテナよりも全高が高くなっている。内容積は19.5m3、最大積載量は5t。
- 塗装はフロンティアレッド一色で、コンテナ上部にそれまでのコンテナとは違う背高コンテナとなる為の白色の帯があり、規格外コンテナでもあるため、それを示すマークと『コキ50000系貨車積載禁止』の注意書きがコンテナ側面に記されている。他にもJRFロゴが小型であることが特筆される。
- 初期のコンテナは東急車輛製造大阪製作所製、2004年（平成16年）以降和歌山製作所で担われている。
- 2005年（平成17年）製造のコンテナは、20D形と同じようにコキ50000系に対応している。これにより特認区間に限りコキ50000系に積載されることが可能になり既存のコンテナもコキ50000系対応工事を施している。
- 2006年（平成18年）に20D形に製造が移行された。

## 現状
- 2007年（平成19年）以降はエコレールマークのシールを順次貼り付けた。
- 2018年（平成30年）度以降、20D形の増備や、老朽化とアスベスト含有のため、常備駅のない個体から順に売却不可、解体処分が進められている。
- 2024年（令和6年）12月5日現在、125個が使用されている[1]。